# Гайфулина, Раиса Накиповна
Раиса Накиповна Гайфулина (7 февраля 1959, Киселёвск, Кемеровская область) — советская биатлонистка, чемпионка СССР в эстафете (1982), мастер спорта СССР.

## Биография
В школе занималась многими видами спорта, выступала на межгородских соревнованиях. После поступления в Новосибирский институт инженеров железнодорожного транспорта сосредоточилась на биатлоне, тренировалась у Николая Семёновича Соколова. Представляла спортивное общество «Локомотив» и город Новосибирск.
Становилась бронзовым призёром чемпионата РСФСР по биатлону, побеждала на всесоюзном первенстве ДОСААФ, на чемпионате Новосибирской области.
В 1982 году выиграла золотые медали чемпионата СССР в эстафете в составе второй команды РСФСР вместе с А.Степановой и Ниной Калюжной.
В 1984 году, после рождения ребёнка, завершила спортивную карьеру и вернулась в родной Киселёвск. Принимает участие в ветеранских соревнованиях по лыжным гонкам, биатлону и летнему биатлону, лёгкой атлетике. Становилась призёром чемпионата России среди ветеранов по лыжным гонкам (2005).